# 蒙马舒
蒙马舒（法語：Montmachoux，法語發音：[mɔ̃maʃu] ⓘ）是法国塞纳-马恩省的一个市镇，属于普罗万区。

## 地理
蒙马舒（48°19'7"N, 2°59'35"E）面积4.43 平方千米，位于法国法蘭西島大區塞纳-马恩省，该省份为法国北部内陆省份，北起瓦兹省，西接埃松省、马恩河谷省、塞纳-圣但尼省和瓦兹河谷省，南至卢瓦雷省，东南接约讷省，东临马恩省和奥布省，东北接埃纳省。
与蒙马舒接壤的市镇（或旧市镇、城区）包括：拉布罗斯-蒙索、迪扬、埃芒。

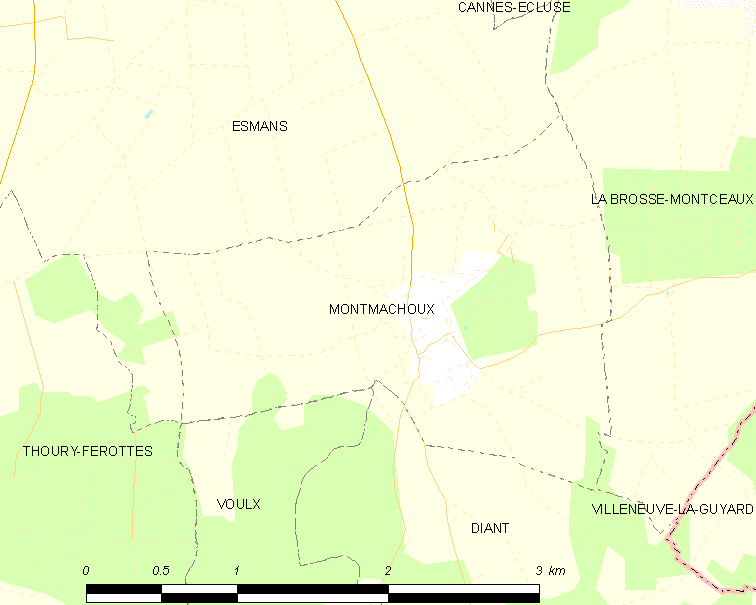
蒙马舒的OSM定位图

蒙马舒的时区为UTC+01:00、UTC+02:00（夏令时）。

## 行政
蒙马舒的邮政编码为77940，INSEE市镇编码为77313。

## 政治
蒙马舒所属的省级选区为讷穆尔县。

## 人口

1962-2008年间蒙马舒人口变化图示

蒙马舒于2022年1月1日时的人口数量为228人。